# Girard de Beaulieu
Girard de Beaulieu (gestorven ca. 1587) was een Frans bas en componist.
Vanaf 1559 was hij werkzaam aan het hof van Hendrik II van Frankrijk. Samen met Jacques Salmon schreef hij de muziek voor het Ballet comique de la reine (1581), dat als eerste ballet geldt.
Girard de Beaulieu was gehuwd met de Genovese sopraan Violante Doria.